# Kodeks 0253
Kodeks 0253 (Gregory-Aland no. 0253) – grecki kodeks uncjalny Nowego Testamentu na pergaminie, datowany metodą paleograficzną na VI wiek. Rękopis zaginął. Tekst rękopisu nie jest wykorzystywany we współczesnych wydaniach greckiego Nowego Testamentu.

## Opis
Do XX wieku zachowała się 1 pergaminowa karta rękopisu, z greckim tekstem Ewangelii Łukasza (10,19-22). Karta kodeksu ma rozmiar 31 na 25 cm. Tekst jest pisany jedną kolumną na stronę, 14 linijkami w kolumnie.

## Tekst
Tekst rękopisu reprezentuje bizantyjską tradycję tekstualną. Kurt Aland zaklasyfikował tekst rękopisu do kategorii V.

## Historia
INTF datuje rękopis na VI wiek . 
Na listę greckich rękopisów Nowego Testamentu wciągnął go Kurt Aland, oznaczając go przy pomocy siglum 0253. Został uwzględniony w II wydaniu Kurzgefasste. Rękopis nie jest wykorzystywany w krytycznych wydaniach greckiego Nowego Testamentu.
Rękopis był widziany w Kubbat al-Chazna w Damaszku, obecne miejsce jego przechowywania jest nieznane .